# Roworejo (Suoh)
Roworejo is een bestuurslaag in het regentschap Lampung Barat van de provincie Lampung, Indonesië. Roworejo telt 2909 inwoners (volkstelling 2010).